# Момина поляна
„Момина поляна“ е туристическа хижа в Златишко-Тетевенския дял на Стара планина.

## Местоположение
Разположена е в едноименната местност под връх Момински чукар, на 1640 метра надморска височина. Най-близкото селище е с. Дивчовото.

## Описание
Построена е през 1961-62 г. от тетевенски туристи. Електрифицирана и водоснабдена. Разполага със 110 места. Има туристическа кухня и баня, тенис на маса, барбекю. До хижата може да се стигне по черен път и маркирани туристически пътеки.

## Съседни обекти
| Населени места   | Населени места |
| ---------------- | -------------- |
| гара Пирдоп      | 5,30 ч.        |
| село Антон       | 5,00 ч.        |
| село Черни Вит   | 3,00 ч.        |
| Хижи             |                |
| Свищи плаз       | 3,30 ч.        |
| Паскал           | 3,30 ч.        |
| Планински извори | 1,30 ч.        |
| Бенковски        | 5,00 ч.        |
| Вежен            | 6,30 ч.        |